# Georg Wolfgang Panzer
Pour l'entomologiste, voir Georg Wolfgang Franz Panzer.
Georg Wolfgang Panzer est un bibliographe allemand, né à Sulzbach en 1729, mort en 1805. 
Après avoir passé son doctorat en philosophie et en théologie, il devient pasteur à Etzelwang (1751), puis à Nuremberg (1773), introduit l’usage de la confession publique et améliore les recueils de cantiques. Il est, lorsqu’il meurt, président de la Société pastorale de la Pegnitz. On lui doit, sur les ouvrages imprimés en Allemagne aux XVe et XVIe siècles, d’importantes recherches qui lui valent le surnom de Maittaire allemand. 

## Œuvres
- Notice sur les plus anciennes Bibles allemandes imprimées au XVe siècle (Nuremberg, 1777, in-4°)
- Histoire des éditions de la Bible faites à Nuremberg depuis l’invention de l’imprimerie jusqu’aujourd’hui (Nuremberg, 1778)
- Essai d'une histoire succincte de la traduction allemande de la Bible par les catholiques (Nuremberg, 1781, in-4°)
- Esquisse d’une histoire littéraire des traductions luthériennes de la Bible en allemand (Nuremberg, 1783)
- Annales de l’ancienne littérature allemande ou Description des livres imprimés en allemand depuis l’invention de l’imprimerie jusqu’en 1526 (Nuremberg, 1788-1805, 2 vol. in-4°)
- Histoire de l’imprimerie à Nuremberg dans les premiers temps après son invention (Nuremberg, 1789, in-4°)
- Annales typoyraphici ab artis inventæ origine ad annum MDXXXVI (Nuremberg, 1793-1803, 11 vol. in-4°), ouvrage fort estimé, le plus complet qu’on ait sur ce sujet.

### Source
- « Georg Wolfgang Panzer », dans Pierre Larousse, Grand dictionnaire universel du XIXe siècle, Paris, Administration du grand dictionnaire universel, 15 vol., 1863-1890 [détail des éditions].